# 法韦日德拉图尔
法韦日德拉图尔（法語：Faverges-de-la-Tour，法語發音：[favɛʁʒ də la tuʁ]，意为“拉图尔的法韦日”）是法国伊泽尔省的一个市镇，位于该省北部，属于拉图尔迪潘区。

## 地理
法韦日德拉图尔（45°35'28"N, 5°31'25"E）面积7.67 平方千米，位于法国奥弗涅-罗讷-阿尔卑斯大区伊泽尔省，该省份为法国东南部内陆省份，北起顺时针与安省、萨瓦省、上阿尔卑斯省、德龙省、阿尔代什省、卢瓦尔省和罗讷省。
与法韦日德拉图尔接壤的市镇（或旧市镇、城区）包括：拉巴蒂蒙加斯孔、拉沙佩勒德拉图尔、科尔伯兰、多洛米约。

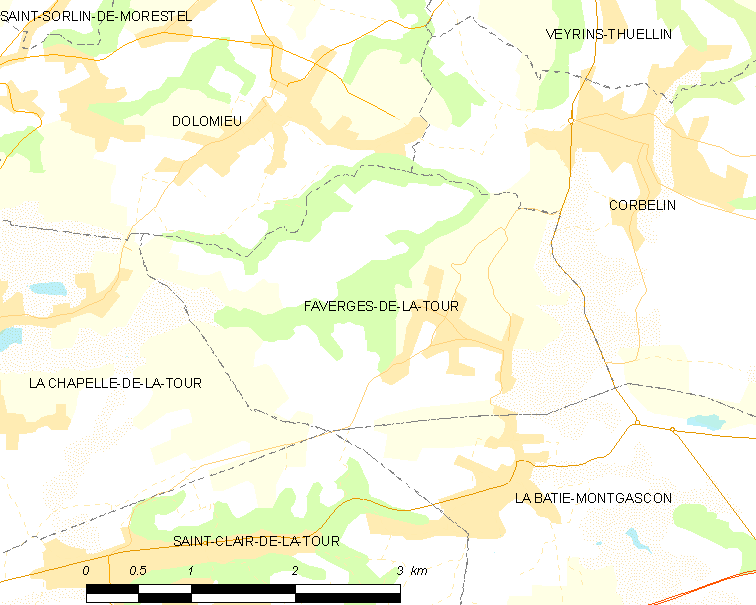
法韦日德拉图尔的OSM定位图

法韦日德拉图尔的时区为UTC+01:00、UTC+02:00（夏令时）。

## 行政
法韦日德拉图尔的邮政编码为38110，INSEE市镇编码为38162。

## 政治
法韦日德拉图尔所属的省级选区为拉图尔迪潘县。

## 人口

1962-2008年间法韦日德拉图尔人口变化图示

法韦日德拉图尔于2022年1月1日时的人口数量为1482人。